# Vilhelm Svedbom
Per Jonas Fredrik Vilhelm Svedbom, född 8 mars 1843 i Stockholm, död där 25 december 1904, var en svensk kompositör.

## Biografi
Fadern var Per Erik Svedbom. Svedbom blev student vid Uppsala universitet 1861, filosofie doktor 1872 och docent i litteraturhistoria vid Uppsala universitet samma år. Han blev sekreterare vid Musikaliska akademien 1876 och lärare vid konservatoriet i musikhistoria och estetik 1877. Efter Albert Rubensons död 1901 blev Svedbom konservatoriets direktör och innehade denna befattning till sin död 1904. Han gifte sig 1884 med Hilma Lindberg, känd som talangfull pianist.
Svedbom reste flera gånger till utlandet för att sätta sig in i de musikaliska förhållandena där. Som delegerad för Sverige deltog han 1885 i Wienkonferensen för bestämmande av normaltonhöjd. Från 1878 var han sekreterare i Musikaliska konstföreningen och från 1881 ordförande i den av honom och Ludvig Norman stiftade Musikföreningen. Han var även medlem av operastyrelsen. 

### Kompositioner
Redan tidigt blev Svedbom känd i Uppsala som en god pianist och kompositör av vismelodier. Han studerade senare komposition för Friedrich Kiel i Berlin. Svedbom komponerade bland annat I rosengården för solo, kör och orkester samt Fyris till Orphei Drängar:s 25-års-fest 1878. Ur den förra kommer Svennens sång, som blev mycket populär. Andra mera sjungna solosånger av Svedbom är Sten Sture, Källan Karneval och En stackars tjänsteflicka. Av hans körsånger är mest bekanta arrangemangen av Grönbergens visa och Hej dunkom.